# Yolanda Urarte
Yolanda Urarte Alonso (Vitoria, 7 de junio de 1968) es una agricultora de Treviño, primera mujer presidenta del sindicato agrario Unión Agroganadera de Álava (UAGA) y segunda taxista rural del condado de Treviño.

## Biografía
Yolanda Urarte Alonso nació en Vitoria en 1968. Se licenció en el año 1991 en Veterinaria (Universidad de Zaragoza). Master de Desarrollo Rural en 1992. Al casarse se trasladó a Argote (Treviño). Trabajaba en la Escuela de Industrias Agroalimentarias del Ayuntamiento de Vitoria, compaginándolo con su trabajo de la labranza junto con su marido. Posteriormente pusieron en marcha un agroturismo. Tiene dos hijos.

### Trayectoria profesional
Desde 1992 a 1999 trabajó en el Ayuntamiento de Vitoria en el Departamento de Promoción Económica y Empleo como formadora en una escuela de industrias agroalimentarias. En 1999 trabajó en el sindicato Agrario EHNE de formadora. En 2001 fue contratada por ENHE como técnica para la coordinación de la formación. Durante 6 meses fue coordinadora general de EHNE, hasta su salida en octubre de 2003. En 2006 abrió un alojamiento rural y es la segunda mujer con licencia de taxi rural en Treviño.

### Trayectoria sindical
A comienzos de 2007 participó en un proceso de reflexión y planificación estratégica sobre el futuro de UAGA. Tras tres meses de trabajo en el proyecto, configuraron la candidatura que iría en la lista para las siguientes elecciones a la directiva de UAGA. Decidieron estratégicamente que irían 3 mujeres en la lista, ella, Eva Lopez de Arroyabe y Nieves Quintana, pensando que no saldrían elegidas, pero sentando un precedente para normalizar la presencia de mujeres en las candidaturas de las siguientes elecciones. Sin embargo, su candidatura y el proyecto de su equipo ganaron. Urarte hizo historia al ser la primera mujer presidenta de UAGA organización sindical con más de treinta años al servicio de personas agricultoras y ganaderas de Álava. Entre las prioridades de su equipo estaban la mayor presencia de mujeres en el medio rural y en los espacios de toma de decisiones; la convivencia de lo rural y lo urbano; la mejora de los servicios de transporte público a los pueblos; el consumo de producto local (Uagalur); y el consumo de productos locales y de caserío en los comedores escolares.

### Trayectoria política
Desde el 8 de marzo de 2017 es concejala en el Ayuntamiento de Treviño, tras la dimisión del segundo de la lista. Urarte iba tercera en la agrupación electoral independiente del condado de Treviño.

## Premios y reconocimientos
- 2008 Premio AMPEA a la mujer directiva.[11]